# Jason Cloud
Jason Sinclair Cloud (* 1991 in Edina) ist ein US-amerikanischer Theaterschauspieler und -regisseur. Er lebt in Wien.

## Leben
Jason Cloud wuchs in Minneapolis auf und zog 2010 nach Wien, wo er am Prayner Konservatorium studierte. Erst während seinem Studium trat er auf den Wiener Bühnen auf. Seit 2018 ist er Gründer, Regisseur und Ensemblemitglied am Mental Eclipse Theater House, laut Leitbild Wiens grimmstes Theater.
Im Dezember 2017 feiert er mit seiner ersten eigenen Produktion Jack Mormon auf der Bühne des Ateliertheaters Premiere. In der Saison 2018 wird das Bühnenstück im Theater Spektakel aufgeführt.
Im Frühjahr 2018 fand die Premiere seiner Bühnenadaption von Alice im Wunderland, The Fall of Alice  mit Nina-Marie Mayer in der Titelrolle statt. Im Herbst 2018 läuft die Wiederaufnahme mit Franziska Singer als Alice im Theater Spektakel, sowie in der Theatercouch. Unter der Regie von Joanna Godwin-Seidl verkörperte er am Theater Drachengasse Sam in The Flick von Annie Baker, sowie der Soldat in Sarah Kanes Zerbombt.
Im Dezember 2018 sang er Schuberts Winterreise in einer szenischen Fassung mit Victoria Choi am Klavier. Als Sänger erlangte er weiter im 2019 eine gewisse Berühmtheit auch im Wiener Konzerthaus.

## Filmographie
- 2019: Little Joe – Glück ist ein Geschäft[15]
- 2018: Guilt